# Giuseppe Russo (politico 1920)
Giuseppe Russo (Giarre, 16 luglio 1920 – Macchia di Giarre, 1º ottobre 2007) è stato un politico italiano.

## Biografia
Laureatosi in lettere e filosofia, dopo una breve esperienza di docente nella città natale, nel 1947 venne eletto deputato per la Democrazia Cristiana all'Assemblea Regionale Siciliana, in cui ricoprì le cariche di:
- Assessore Supplente Agricoltura e Foreste (II legislatura)
- Assessore Supplente Turismo, Spettacolo e Sport (III legislatura)
- Assessore Supplente Lavori pubblici (IV legislatura)
- Assessore alle Finanze (VI legislatura)
- Assessore allo Sviluppo economico (VI legislatura)

Rimase deputato dell'Assemblea Regionale Siciliana per otto legislature. 
Fu sindaco di Giarre dal 1952 al 1975 e dal 1988 al 1990.
Nel 1979 fu eletto deputato alla Camera per la DC, dove restò tre legislature fino al 1992.